# Luís Saias
Luís Silvério Gonçalves Saias (1924 — Lisboa, 20 de junho de 2023) foi um político português. Foi responsável pelo ministério da Agricultura e Pescas no II Governo Constitucional entre 30 de janeiro e 29 de agosto de 1978.
Morreu na madrugada de 20 de junho de 2023, no lar onde residia em Lisboa, aos 98 anos.

## Funções governamentais exercidas
- II Governo Constitucional
  - Ministro da Agricultura e Pescas